# 王彦修
王彦修，浙江鄞县人，明朝政治人物、進士。

## 生平
永樂二年（1404年），中甲申科殿試進士二甲第四十名，同年十二月，授给事中。